# Тора (приток Пушмы)
Тора — река в России, протекает в Подосиновском районе Кировской области. Устье реки находится в 43 км по правому берегу реки Пушма. Длина реки составляет 52 км.
Исток реки находится в южной части Торского болота на возвышенности Северные Увалы в 6 км к северо-востоку от посёлка Демьяново. Генеральное направление течения юго-восток. Верхнее и среднее течение проходит по ненаселённому лесному массиву, в нижнем течении река протекает деревни Паршиха, Нижнее Раменье, Рычково, Сафониха. Впадает в Пушму в селе Щёткино. Притоки - Березовец (левый); Орефина, Каменка, Хлебищинка, Василева, Мендюгинка (правые). Ширина реки в нижнем течении составляет около 20 метров, скорость течения - 0,4 м/с.

## Данные водного реестра
По данным государственного водного реестра России и геоинформационной системы водохозяйственного районирования территории РФ, подготовленной Федеральным агентством водных ресурсов:
- Бассейновый округ — Двинско-Печорский
- Речной бассейн — Северная Двина
- Речной подбассейн — Малая Северная Двина
- Водохозяйственный участок — Юг
- Код водного объекта — 03020100212103000011511